# Une vie pour une vie (téléfilm, 2001)
Pour l’article homonyme, voir Une vie pour une vie.
Une vie pour une vie (Midwives) est un téléfilm de procès américain réalisé par Glenn Jordan, diffusé le 2 avril 2001 sur Lifetime.

## Synopsis
Sibyl Danforth, une sage-femme, se retrouve poursuivi en justice après l'accouchement de Charlotte Bedford, qui a mal tourné. Essayant de sauver la vie de l'enfant à naître, pensant que la mère est morte, Sibyl pratique une césarienne d'urgence.

## Fiche technique
- Titre québécois : Sages-femmes
- Titre original : Midwives
- Réalisation : Glenn Jordan
- Scénario : Cynthia Saunders, d'après un roman de Chris Bohjalian
- Photographie : Neil Roach
- Musique : Cameron Allan
- Société de production : Craig Anderson Productions
- Pays : États-Unis
- Durée : 88 minutes

## Distribution
- Sissy Spacek (VF : Céline Monsarrat) : Sibyl Danforth
- Peter Coyote : Stephen Hastings
- Terry Kinney : Rand Danforth
- Alison Pill : Connie Danforth
- Peter Dvosky : Tanner
- Paul Hecht : B.P. Hewitt
- Piper Laurie : Cheryl
- Susannah Hoffmann : Charlotte Bedford
- Ezra Perlman : Foogie
- Cliff Saunders : Asa Bedford